# Celine (Vrbovec)
 Celine  falu Horvátországban Zágráb megyében. Közigazgatásilag Vrbovechez tartozik.

## Fekvése
Zágrábtól 35 km-re északkeletre, községközpontjától 1 km-re északnyugatra a megye északkeleti részén fekszik. 

## Története
A települést 1460-ban a rakolnok-verboveci uradalom részeként említik először. A török 1591-ben felégette, de 1620 körül újjáépítették.
1857-ben 129, 1910-ben 497 lakosa volt. Trianonig Belovár-Kőrös vármegye Kőrösi járásához tartozott. 2001-ben 917 lakosa volt. 

## Lakosság
| Lakosság változása | Lakosság változása | Lakosság változása | Lakosság változása | Lakosság változása | Lakosság változása | Lakosság változása | Lakosság változása | Lakosság változása | Lakosság változása | Lakosság változása | Lakosság változása | Lakosság változása | Lakosság változása | Lakosság változása |
| ------------------ | ------------------ | ------------------ | ------------------ | ------------------ | ------------------ | ------------------ | ------------------ | ------------------ | ------------------ | ------------------ | ------------------ | ------------------ | ------------------ | ------------------ |
| 1857               | 1869               | 1880               | 1890               | 1900               | 1910               | 1921               | 1931               | 1948               | 1953               | 1961               | 1971               | 1981               | 1991               | 2001               |
| 129                | 224                | 259                | 381                | 457                | 497                | 537                | 522                | 547                | 544                | 570                | 479                | 608                | 737                | 917                |

## Nevezetességei
- Szűz Mária tiszteletére szentelt kápolnája.
- "Grobišće" régészeti lelőhely.

## Külső hivatkozások
Vrbovec város hivatalos oldala